# RENFE serie 114
De serie 114 van het Alstom type New Pendolino, ook wel Avant genoemd, is een vierdelig elektrisch treinstel bestemd voor het langeafstandspersonenvervoer van de Red Nacional de los Ferrocarriles Españoles (RENFE).

## Geschiedenis
De vierdelige treinen zijn in februari 2004 door Red Nacional de los Ferrocarriles Españoles (RENFE) besteld bij een consortium van CAF en Alstom. Het ging toen om een order voor 30 treinen. De treinen zijn afgeleid van de Italiaanse kantelbak trein ETR 600. In maart 2006 werd het aantal bestelde treinen teruggebracht tot 13. Op 18 oktober 2008 werd het eerste treinstel gepresenteerd. Medio 2011 werden de eerste treinen afgeleverd.

## Constructie en techniek
Het treinstel is opgebouwd uit een aluminium frame met luchtgeveerde draaistellen. In tegenstelling tot de treinen van het type ETR 610 is het treinstel niet uitgerust met kantelbaktechniek.

## Treindiensten
De treinen worden door Red Nacional de los Ferrocarriles Españoles (RENFE) ingezet met de verkoopnaam Avant over de lijn Madrid-Valladolid.